# Willi-Graf-Schulen (Saarbrücken)
Die Willi-Graf-Schulen Saarbrücken sind ein Schulverbund aus Gymnasium und Realschule (jeweils Privatschulen unter der Trägerschaft des Bistums Trier). Der Namensgeber der Schulen ist Willi Graf, Mitglied der Widerstandsgruppe Weiße Rose. Das Schullogo beinhaltet das Symbol der Widerstandsgruppe, die weiße Rose. Das Gymnasium wurde 1968 eröffnet, die Realschule 1978.

## Gebäude
Die Schulen befinden sich im Hauptgebäude (mit Klassenräumen für Mittel- und Oberstufe sowie Funktionsräume) und einem weiteren Gebäude (mit Klassenräumen für die Unterstufe). Am Hauptgebäude grenzt eine Sporthalle an. Zum Areal gehören zwei Schulhöfe, auf denen sich auch Sportanlagen befinden, welche auch in den Pausen genutzt werden.

## Lehrangebot
Die Fremdsprache Französisch ist ab der fünften Jahrgangsstufe, Englisch ab der sechsten Jahrgangsstufe (oder in der Realschule ab der achten Jahrgangsstufe) in beiden Schulen verpflichtend. Im Gymnasium kann in der achten Jahrgangsstufe entweder Spanisch oder Latein als dritte Fremdsprache oder Naturwissenschaften als Profilangebot gewählt werden. In der Realschule besteht – je nach Wahl von Englisch für die sechste oder achte Jahrgangsstufe – Wahlpflicht für berufs- und praxisorientierte Fächer.
Besonderer Wert wird auf die Wechselmöglichkeit zwischen Gymnasium und Realschule (und umgekehrt) aufgrund der engen Zusammenarbeit beider Schulen gelegt. Die Realschule bietet des Weiteren eine spezielle 10. Klasse (mit Förderunterricht) zur Vorbereitung auf die Kursphase der gymnasialen Oberstufe an. Die Schulen kooperieren bei gemeinsamen Streicher- und Bläserklassen.
Beide Schulen bieten seit 2006 eine Nachmittagsbetreuung bis 17:00 Uhr an.

## Schüleraustausch
- Spanien: Das Willi-Graf-Gymnasium führt Austauschprogramme für Schüler mit dem Colegio Monte Tabor in Pozuelo de Alarcón nahe Madrid durch.[5]
- Frankreich: Die Willi-Graf-Realschule führt Schüleraustausch mit dem Collège Jean Mermoz in Belleu durch.[6]
- Frankreich,  Belgien und  Luxemburg: Beide Schulen nehmen am Robert-Schuman-Programm zum länderübergreifenden Schüleraustausch teil.[7]
- Chile: Weiter gab es einen Schüleraustausch mit Chile über den Verein für Deutsche Kulturbeziehungen im Ausland.[8]

## Bekannte Lehrer
- Von 1999 bis 2000 war der Sportwissenschaftler Michael Fröhlich angestellter Lehrer der Schule. Später wurde er Wissenschaftlicher Mitarbeiter am Olympiastützpunkt Rheinland-Pfalz/Saarland.[9]
- Von 2001 bis 2019 unterrichtete der Physiker Ernst Sauerland am Willi-Graf-Gymnasium Physik und Mathematik. Zuvor arbeitete er für ESA und NASA am Steuersystem des Raumlabors Columbus (ISS).

## Auszeichnungen
- Die Fairtrade Initiative Saarbrücken hat die Schulen 2015 als „Faire Schulklasse – Klasse des Fairen Handelns“ ausgezeichnet.[10]
- Die Weiße Rose Stiftung würdigt die Aktivitäten der Realschule zu dem Namensgeber Willi Graf.[11]

## Besonderheiten
- Die Schule hat eine eigene Schülerzeitung mit dem Namen „Willi-Graffiti“.
- Zum Schulgebäude gehört eine eigene Kapelle, in der der Schulpfarrer regelmäßig Gottesdienste hält.
- Das Gymnasium ist eines von nur 3 nicht-staatlichen Gymnasien im Saarland.[12]
- Die Schulen bieten im Sommer 2016 eine neuntägige „Pilgerreise nach Jerusalem – für Schüler, Eltern, Kollegen und Ehemalige“ an.[13]
- Die Schulen pflegen den Schüleraustausch mit Israel.[14]
- Das Gymnasium beteiligt sich seit mehreren Jahren an dem Wettbewerb Jugend debattiert. Dabei soll die sprachliche Bildung, Meinungsbildung, politische Bildung und Persönlichkeitsbildung geübt werden.[15]
- Die Schule besitzt eine eigene Kletterwand, die Schüler in der Pause unter Beaufsichtigung oder in der Kletter-AG nutzen dürfen.
- Die Schule unterhält ein starkes Musikangebot mit eigenen Bläser- und Streicherklassen, die in der 5. und 6. Klasse schulformübergreifend in Orchestern musizieren und danach weiterhin die Möglichkeit haben, in einer der vielen Bands wie der (Junior-)Rockband, der Bigband, der Juniorbands oder kleineres Ensembles der Schule weiterhin zu musizieren.[16]
- Im Biologie-Bereich steht ein eigener Bienenstock mit transparenten Seitenwänden, sodass Schüler im Biologie-Unterricht die Bienen beobachten können
- Die Schule besitzt zudem einen Schulsanitätsdienst (SSD), der im Moment aus 5 Einsatzsanitätern, 19 Sanitätshelfern und einem Ersthelfer besteht. In den Pausen ist der Sanitätsraum mit mindestens vier Sanitätern besetzt, der SSD kann jedoch auch jederzeit mit einer Durchsage alarmiert werden.[17]